# Dominicae Cenae
Dominicae Cenae (łac. Wieczerzy Pańskiej) – list apostolski Jana Pawła II do wszystkich biskupów Kościoła o tajemnicy i kulcie Eucharystii z 24 lutego 1980 r. (ogłoszony 6 marca tego samego roku).
Składa się on z trzech części:
1. Tajemnica Eucharystyczna w życiu Kościoła i kapłana – w tej części papież omawia relacje między Eucharystią a kapłaństwem, Kościołem, miłością, bliźnimi i życiem. Podkreśla tu też specyfikę kultu tajemnicy eucharystycznej;
2. Świętość Eucharystii i ofiary – tu papież koncentruje się na świętości mszy;
3. Dwa stoły Pańskie i dobro wspólne Kościoła - nawiązanie do Liturgii Słowa (jako Stołu Słowa Bożego) oraz do Liturgii Eucharystycznej (jako Stołu Chleba Pańskiego).

W liście papież potwierdza tradycyjne formy pobożności eucharystycznej i ostrzega, aby sprawy liturgii nie stały się okazją do rozbijania jedności Kościoła. Wzywa także, aby Eucharystia stała się źródłem życia wszystkich wspólnot. Wskazuje też, że sprawy kapłańskie niegdy nie są odizolowane od Kościoła i wiernych.